# Axum Airport
Axum Airport (AXU) är en flygplats nordöst om Axum, Etiopien. År 2006 besökte ungefär 280 000 personer flygplatsen. 

## Flygbolag och destinationer
- Ethiopian Airlines (Addis Abeba Bole International Airport, Gondar Airport, Asosa Airport)